# MISSION (ノーナ・リーヴスのアルバム)
『MISSION』（ミッション）は、NONA REEVESの通算15枚目となるスタジオ・アルバムである。

## 概要
前作「BLACKBERRY JAM」から約1年7ヶ月振りのオリジナル・アルバムとして、2017年10月25日にワーナーミュージック・ジャパンから発売された。

## 収録曲
1. ヴァンパイア・ブギーナイツ
作詞：西寺郷太、作曲：西寺郷太・奥田健介
2. Sweet Survivor
作詞：西寺郷太、作曲：奥田健介・西寺郷太
3. Danger Lover feat. いつか (Charisma.com)
作詞：西寺郷太・いつか、作曲：西寺郷太
4. NEW FUNK
作詞：西寺郷太、作曲：西寺郷太・奥田健介
5. NOVEMBER
作詞：西寺郷太、作曲：奥田健介
6. 未知なるファンク feat. 曽我部恵一 (サニーデイ・サービス)
作詞・作曲：曽我部恵一・西寺郷太
7. 大逆転
作詞：西寺郷太、作曲：西寺郷太・奥田健介
8. 麗しのブロンディ
作詞：西寺郷太、作曲：奥田健介
9. 記憶の破片 feat. 原田郁子 (clammbon)
作詞：原田郁子・西寺郷太、作曲：西寺郷太
10. O-V-E-R-H-E-A-T
作詞：西寺郷太、作曲：西寺郷太・奥田健介
11. Glory Sunset
作詞・作曲：西寺郷太